# Robert Van de Graaff
Robert Jemison Van de Graaff est un physicien américain (né le 20 décembre 1901 à Tuscaloosa et mort le 16 janvier 1967 à Boston) qui est à l'origine de la machine électrostatique qui porte son nom.

## Biographie
En 1923, il obtient le titre de Master of Science à l'université d'Alabama. Après un séjour à la Sorbonne entre 1924 et 1925, il obtient son titre de docteur en sciences à Oxford en 1928. En 1929, il retourne aux États-Unis, au laboratoire de physique de Palmer à l'université de Princeton où il travaille aux côtés de Karl Compton.
Intéressé par les récentes avancées de la science dans le domaine de la physique nucléaire, Van de Graaff élabore durant le printemps 1929 le premier prototype d'un dispositif pour générer les hautes tensions nécessaires aux accélérateurs de particules. Durant plusieurs années, il améliore le concept et le présente en novembre 1931 devant les membres de l'American Institute of Physics. Cette version du générateur produit une tension de plus d'un million de volts.
Entre 1934 et 1960, il est professeur de physique au Massachusetts Institute of Technology. Pendant la Seconde Guerre mondiale, il est directeur du High Voltage Radiographic Project et développe des produits pour l'US Navy.
Il meurt en 1967 à Boston,.
En son hommage, on a donné son nom au cratère Van de Graaff sur la face cachée de la Lune en 1970.